# Calvelhe
Calvelhe fut une freguesia portugaise du concelho de Bragance, qui avait une superficie de 22,59 km2 pour une densité de population de 4,3 hab/km2 avec 97 habitants en 2011.
Elle disparut en 2013, dans l'action d'une réforme administrative nationale, ayant fusionné avec les freguesias de Izeda et de Paradinha Nova pour former une nouvelle freguesia nommée União das Freguesias de Izeda, Calvelhe e Paradinha Nova.
Jusques 1853, elle appartenu à l'ancien concelho de Izeda et à partir de cette date, passa au concelho de Bragance.